# NGC 2657
NGC 2657 est une galaxie spirale située dans la constellation du  Cancer. NGC 2657 a été découverte par l'astronome français Édouard Stephan en 1885.

## Caractéristiques
Sa vitesse par rapport au fond diffus cosmologique est de 4 422 ± 20 km/s, ce qui correspond à une distance de Hubble de 65,2 ± 4,6 Mpc (∼213 millions d'al).
À ce jour, quatre mesures non basées sur le décalage vers le rouge (redshift) donnent une distance égale à 63,767 ± 1,986 Mpc (∼208 millions d'al), ce qui est à l'intérieur des valeurs de la distance de Hubble.